# 医師たちの恋愛事情
『医師たちの恋愛事情』（いしたちのれんあいじじょう）は、2015年4月9日から6月18日まで毎週木曜日22:00 - 22:54に、フジテレビ系列の「木曜劇場」枠で放送されたテレビドラマ。斎藤工のフジテレビの連続ドラマ初主演作でもあった。

## あらすじ
大学病院を舞台に、医師それぞれが「秘密」を抱えながらも、出世争い・恋愛・不倫・三角関係など、さまざまな欲望が渦巻く中で生きていく「医療ドラマ」と「恋愛ドラマ」が融合した「医療ラブストーリー」。

## キャスト

### 主要人物
守田春樹〈35〉
演 - 斎藤工
同院外科医。患者の立場に立った物の見方をするが、時に度を越すこともある。仕事優先しながらも千鶴に心を奪われていく。冷静で真面目な性格。学生時代は勉強ばかりしていた。千鶴をだんだん好きになっていく内に、彼女と一緒に朝食を食べる等の行動をやりたがるようになる。
近藤千鶴〈42〉
演 - 石田ゆり子
同院外科医。敏腕な医者だがそのため婚期を逃し、「鉄の女」と呼ばれ、同僚からは煙たがられることも。次第に春樹に惹かれていく。冷静な性格で結婚願望が無い。奈々・友子と仲が良く、一緒につるんでいる事が多い。
河合奈々〈31〉
演 - 相武紗季
同院麻酔科医。シングルマザーで一人息子の真人がいる。自他共に認める肉食系女子。最後に宗太郎と再婚する。
高橋宗太郎〈38〉
演 - 平山浩行
同院外科医。セックス依存症。バツイチで離婚した妻との間に、一人息子の悠馬がいる。第8話で悠馬と白血球の型が一致し、ドナーになる決心をする。女性を下の名前で呼ぶ。前妻の電話の際に「慰謝料は払っているけど？」と言うのが癖。奈々が好きで、事ある事にからかったりしていた。が、彼女に段々惹かれていく内に、奈々の息子・真人の理想の父親になるために葛藤し、女遊びを止める。最後に奈々と再婚する。
大根良太〈44〉
演 - 三宅弘城
同院外科医。春樹らに対し気軽に話す気さくな性格だが、一方で出世を第一に考えている。借金苦からバイト（クリニックをかけもつ）に明け暮れる。周囲の恋愛事情には鈍感。
市川友子〈39〉
演 - 板谷由夏
同院内科医。不妊治療中で仁志とは不倫関係にあった。その後、彼の子供を妊娠し、産むかどうするかを悩んだ上、結局産む決心をし、 江洋医科大学附属病院を退職する。
仁志祐介〈48〉
演 -伊原剛志
同院外科医。友子とは不倫関係。
渡辺幹夫〈51〉
演 - 生瀬勝久
同院経営本部長。売上第一主義のため、春樹とよく対立する。SMバーに行くのが好きな一面が在る。元々は医者志望で、父の経営する病院で働きたいと思い、医大を目指して勉強していた矢先、父の病院が倒産。そこから、「最高の医療には金がいる」という考えを持つ。

### 江洋医科大学附属病院
永島
演 - 金田明夫
白石久仁子
演 - 床嶋佳子
市川聡
演 - 水橋研二
友子の夫。
鈴木紀吉
演 - 六角慎司
小峰茜
演 - 楊原京子
谷健史
演 - 生島勇輝
若林芹香
演 - 中別府葵
山野辺康
演 - 渡邉紘平
平井俊彰
演 - 田野倉雄太
美山涼子
演 - 堀口ひかる
花岡光弘
演 - 大村学

### 関係者
守田和佳子
演 - 根岸季衣
春樹の母。由梨絵との復縁を望んでいる。
仁志恵美
演 - 櫻井淳子
仁志の妻。夫が不倫をしているのに気付いている。
節子
演 - 田島令子
仁志恵美の母。
河合真人
演 - 加藤瑛斗
奈々の息子。
柏木誠司
演 - 鶴見辰吾
千鶴の元婚約者。第4話以降に登場。

### ゲスト

#### 第1話
三浦省一
演 - 織本順吉
DPC制度と儲け主義の病院の犠牲になる形で死亡。千鶴の初めて担当した患者でもある。

#### 第2話
由梨絵
演 - 小松彩夏
春樹の元カノ。貴也からDVを振るわれている。
杉浦貴也
演 - 加藤厚成
由梨絵の彼氏。由梨絵を束縛し、彼女や周囲の人間に暴力を振るう。
野上 房江
演 - 立石涼子

#### 第3話
菊池正文
演 - 今野浩喜
なつみ
演 - 須藤理彩

#### 第5話
菜穂
演 - 上野なつひ
宗太郎の前妻。
悠馬
演 - 矢村央希
宗太郎の息子。
伊崎
演 - 平岳大

#### 第6話
由梨絵
演 - 小松彩夏
春樹の元カノ。貴也からDVを振るわれている。
杉浦貴也
演 - 加藤厚成
由梨絵の彼氏。由梨絵を束縛し、彼女や周囲の人間に暴力を振るう。

#### 第7話
星野
演 - 笠原秀幸

#### 第8話
朝倉貴子
演 - MEGUMI
前川留美
演 - 岩佐真悠子

#### 第9話
辺見義剛
演 - 名高達男

## スタッフ
- プロデュース - 中野利幸
- 演出 - 田中亮、平野眞、関野宗紀
- 脚本 - 秋山竜平、坂口理子、小山正太
- 音楽 - 井筒昭雄、笹野芽実、末廣健一郎、得田真裕
- 制作 - フジテレビ
- 主題歌 - シシド・カフカ「Don't be love」 feat.斉藤和義（JUSTA MUSIC）[注 1]
- 挿入歌 - シシド・カフカ「Don’t be love（Piano Ver.）」 - arranged by 大橋トリオ
  - 作詞：シシド・カフカ、斉藤和義、作曲：斉藤和義、編曲：大橋トリオ（JUSTA MUSIC）[注 1]

## 放送日程
| 各話                                                      | 放送日  | サブタイトル                                      | 脚本 | 演出 | 視聴率 |
| --------------------------------------------------------- | ------- | ------------------------------------------------- | ---- | ---- | ------ |
| 第1話                                                     | 4月09日 | ルールと衝突!熱血ドクターが恋に落ちたのは鉄の女!! |      |      | 10.3%  |
| 第2話                                                     | 4月16日 | 命がけの決断!!                                    |      |      | 08.6%  |
| 第3話                                                     | 4月23日 | 宿る命、始まる恋                                  |      |      | 08.4%  |
| 第4話                                                     | 4月30日 | あなたを守りたい                                  |      |      | 08.4%  |
| 第5話                                                     | 5月07日 | 衝撃の夜                                          |      |      | 08.3%  |
| 第6話                                                     | 5月14日 | 揺れる想い…                                       |      |      | 08.3%  |
| 第7話                                                     | 5月21日 | 今夜、反撃開始!!                                  |      |      | 08.0%  |
| 第8話                                                     | 5月28日 | ３つの運命                                        |      |      | 09.3%  |
| 第9話                                                     | 6月04日 | 不器用な恋の行方                                  |      |      | 07.0%  |
| 第10話                                                    | 6月11日 | ふたりの約束                                      |      |      | 08.2%  |
| 最終話                                                    | 6月18日 | 最後に出した答え                                  |      |      | 08.0%  |
| 平均視聴率 8.5%（視聴率は関東地区・ビデオリサーチ社調べ） |         |                                                   |      |      |        |